# António Cunha Belém

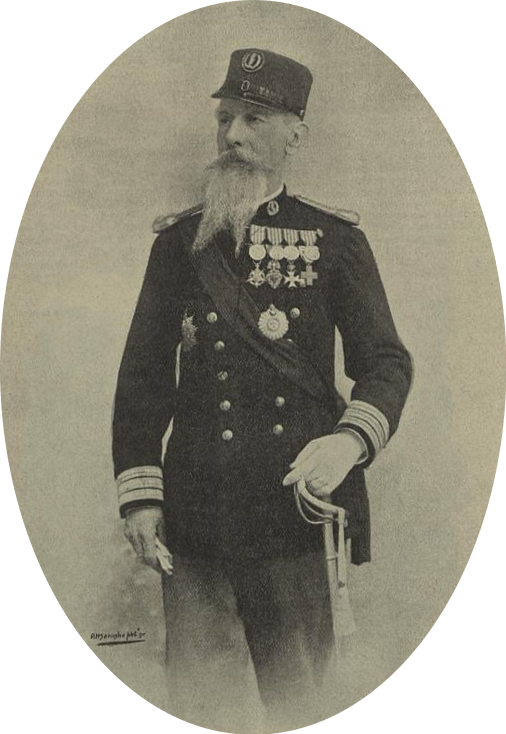
Dr. Cunha Belém

António Manuel da Cunha Belém (17 de Dezembro de 1834 - 12 de Março de 1905, Lisboa, Portugal) foi um político e jornalista português.
Formou-se em Medicina, em 1858, na Universidade de Coimbra, após o que decidiu seguir a carreira militar, atingindo o posto de general.
Colaborou na revista Brasil-Portugal (1899-1914) e na  revista Tiro e Sport  (1904-1913).
Bisavô da artista plástica Margarida Cunha Belém